# Szczytniki (gmina Stopnica)
Szczytniki – wieś w Polsce położona w województwie świętokrzyskim, w powiecie buskim, w gminie Stopnica.
Do 1954 roku istniała gmina Szczytniki. W latach 1975–1998 miejscowość należała administracyjnie do województwa kieleckiego.

## Części wsi
| SIMC    | Nazwa     | Rodzaj    |
| ------- | --------- | --------- |
| 0273063 | Podgaje   | część wsi |
| 0273070 | Za Ulicą  | część wsi |
| 0273086 | Żarnowiec | część wsi |

## Osoby związane ze Szczytnikami
- Józef Maślanka – działacz ludowy, polityk, dowódca oddziału partyzanckiego BCH.
- Piotr Pawlina – polski działacz ludowy, żołnierz Batalionów Chłopskich.